# Hanspeter Munter
Hanspeter Munter (* 8. Dezember 1960 in Brixen) ist ein italienischer Politiker der Südtiroler Volkspartei und ehemaliger Funktionär des Landesverbands der Handwerker in Südtirol.

## Leben
Der ursprünglich in Villnöß aufgewachsene und nunmehr in Bozen lebende Munter besuchte die Mittelschule „Salern“ und das Realgymnasium in Brixen. Anschließend wurde er im elterlichen Betrieb zum Maler ausgebildet, 1984 absolvierte er die Meisterprüfung. Zusätzlich zu seiner Ausbildung begann er an der Universität Innsbruck ein Studium der Betriebswirtschaftslehre, das er 1986 mit einer Diplomarbeit zum Thema Südtiroler Handwerk abschloss. Anschließend arbeitete er im Marketingbereich des Marmeladen- und Getränke-Herstellers Zuegg AG in Lana. Im Jahr 1989 begann er seine Tätigkeit im Südtiroler Landesverband der Handwerker (LVH), dessen Direktor er von 1991 bis 2011 war.
Im Jahr 1993 konnte Munter auf der Liste der Südtiroler Volkspartei ein Mandat für den Südtiroler Landtag und damit gleichzeitig den Regionalrat Trentino-Südtirol erringen. Sein politischer Beitrag im Landtag galt hauptsächlich der Verbesserung der wirtschaftlichen Rahmenbedingungen und Belange des Handwerks in Südtirol. Nach drei Legislaturperioden als Abgeordneter verpasste er 2008 die Wiederwahl.
Nach dem Tod Seppl Lamprechts am 28. Dezember 2010 ergab sich für Munter die Gelegenheit, in den Landtag nachzurücken. Nach seiner Ankündigung, das Mandat anzunehmen, wurde er von verschiedenen Seiten wiederholt aufgefordert, sich zwischen seiner Arbeit im Handwerkerverband und im Landtag zu entscheiden. Am 11. Januar 2011 wurde Munter vereidigt, am 17. Januar kündigte er an, seinen Beruf im LVH für die Zeit seiner politischen Tätigkeit ruhen zu lassen. Vor den Landtagswahlen 2013 verzichtete er auf eine erneute Kandidatur und schied somit aus der aktiven Politik aus.